# アビエイター (腕時計)
アビエイター（AVIATOR）は、ロシアの時計メーカーである。

## 概要
アビエイター（飛行士）という社名は、人類が抱く飛行への飽くなき憧れと挑戦するスピリットに敬意を表して付けられた。
ルーツは1927年に設立されたモスクワ第一時計工場。1991年にソビエト連邦が崩壊したため、同年、独立し民営企業となった。2011年にスイスのジュラ地方のポラントリュー町に拠点を移して、研究開発、リペア、部品の組み立て、品質テスト等の時計製造をしている。
ロシア空軍選抜アクロバットチームSWIFTのパイロットが製品開発に携わっており、テスト飛行を行ってる時計としても有名である。

## 主な製品
- ダグラス DC-3
- ダグラス・ダコタ
- Moonflight（ムーンフライト）